# Barque solaire de Khéops
Pour les articles homonymes, voir Barque solaire (homonymie).

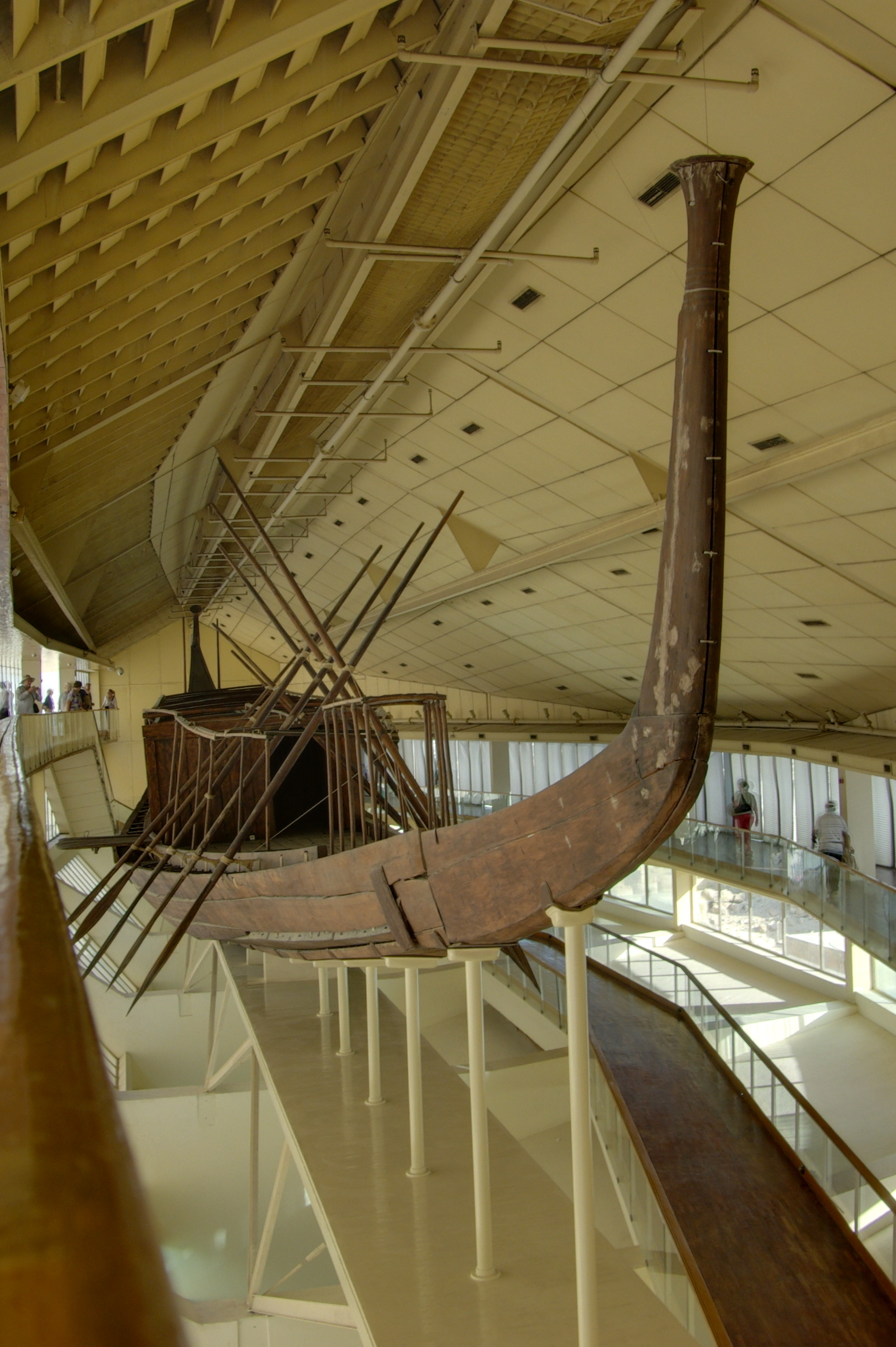
La barque solaire de Khéops.

La barque solaire de Khéops est un artéfact découvert en 1954 par l'égyptologue égyptien Kamal el-Mallakh dans la nécropole de Gizeh, en Égypte. Il s'agit d'une barque solaire de vingt tonnes, grandeur nature, entreposée démontée dans une fosse au pied de la pyramide de Khéops.
Le navire a été construit presque certainement pour Khéops, le deuxième souverain de la IVe dynastie de l'Ancien Empire. Comme les autres navires égyptiens antiques enterrés, il faisait apparemment partie des nombreux objets funéraires destinés à être utilisés dans l'au-delà.
La barque est fabriquée en cèdre du Liban, matériau imputrescible très prisé dans l'Antiquité.

## Expositions
La barque a été exposée de 1985 à 2021 dans un musée consacré, le Musée de la barque solaire. Elle a été transportée en août 2021 par les Belges de BESIX Group et les Egyptiens d'Orascom jusqu’au Grand Musée égyptien où elle sera exposée dans un bâtiment dédié,.

## Galerie photo

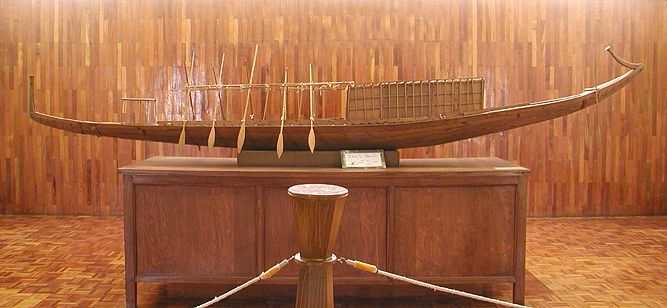
Maquette de la barque.
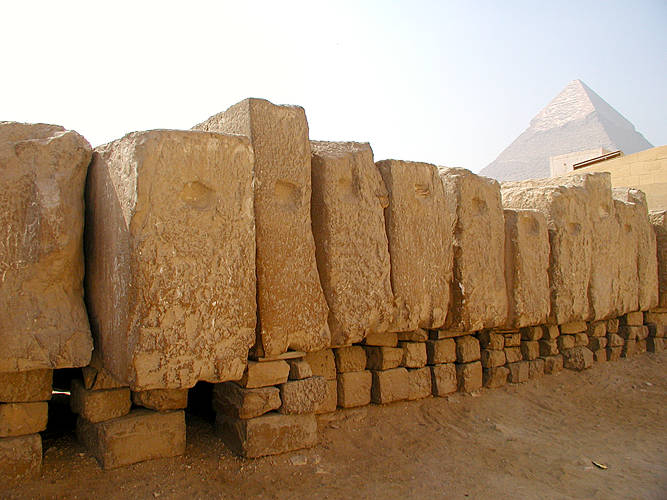
Blocs de couverture de la fosse à barque.
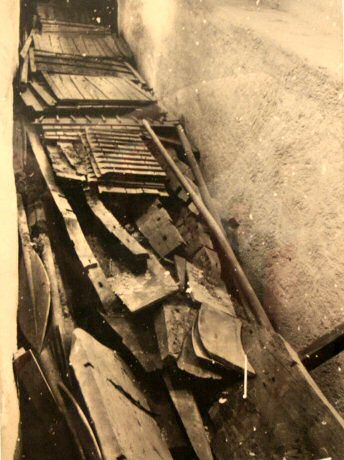
La barque démontée telle qu'elle fut découverte en 1954
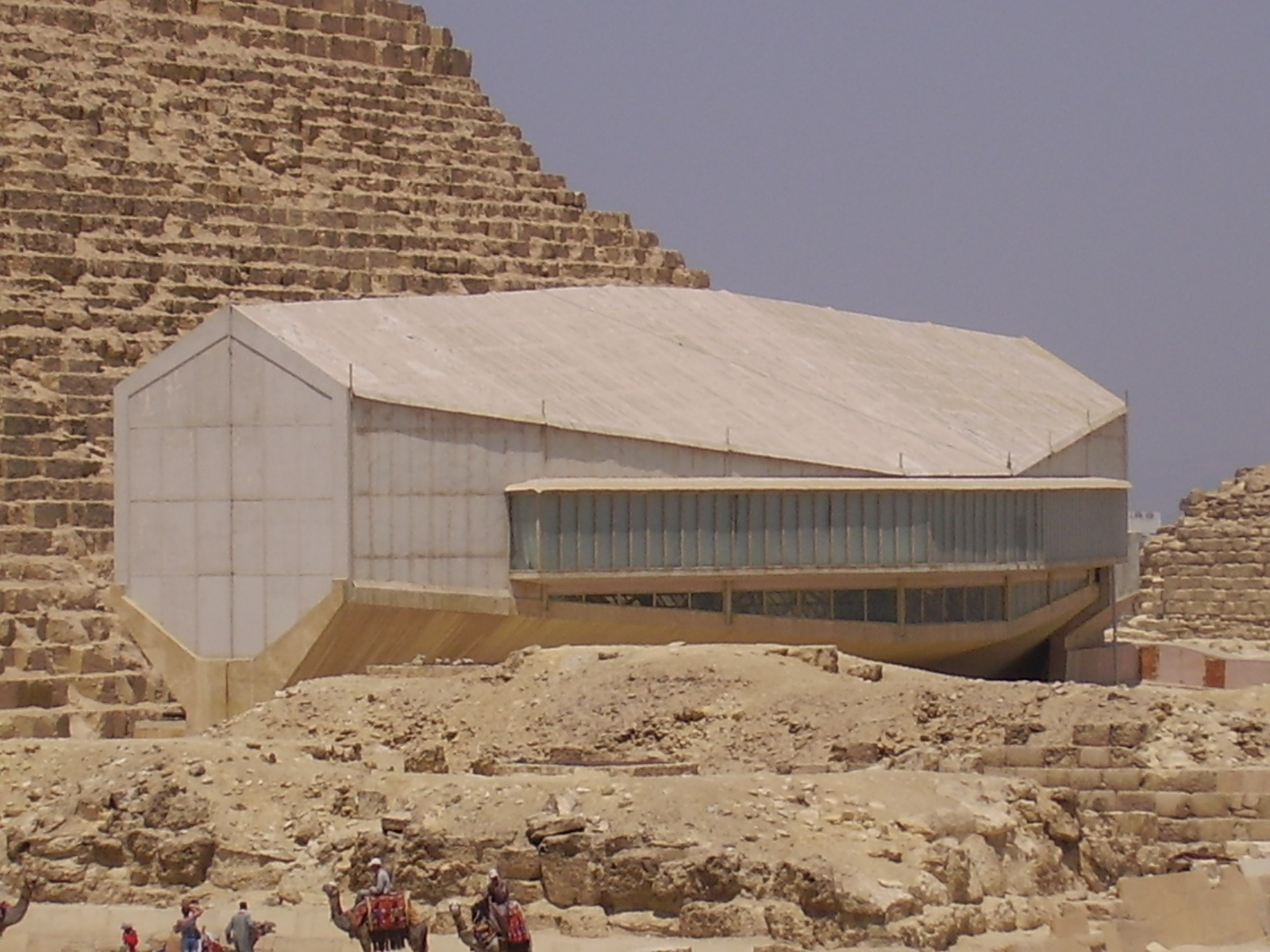
Le Musée de la barque solaire.